# 民主政治教育連盟
民主政治教育連盟（みんしゅせいじきょういくれんめい）は、かつて日本に存在した社団法人。
民間情報教育局の指導のもとに、日本国憲法にもとづく国民の政治教育の推進のために、1947年8月25日に発足した。国会議員全員からなる超党派の組織で、民間有識者も参加した。初代会長は、日本社会党右派で衆議院議長の松岡駒吉。1947年11月3日、新日本建設国民運動、憲法普及会等とともに、「平和祭」を実施。同年11月19日、参議院予算委員会第一分科会で連盟補助に要する経費2600万円を総理庁官房に追加計上するなど豊富な資金をもち、連盟で映画製作会社に補助金を出して映画も製作させた。
1948年春に社団法人化したが、不要論も出たため、1949年中に解散。
1950年3月25日の衆議院内閣委員会で、連盟の解散にあたって不正な支払いがあったとの噂があるとして、日本共産党の木村栄議員から連盟の決算書の提出が求められた。

## 沿革
- 1947年8月4日、参議院議院運営委員会で、衆議院で結成することになっていた連盟に参議院も参加することを決定。
- 1947年8月18日、参議院議院運営委員会で、宣言、趣旨、規約その他がほぼできたことが報告される[3]。
- 同年8月21日、衆議院議院運営委員会で、発会式を8月25日に衆議院の議場で行うことを決定[4]。
- 同年8月22日、結成式案内[5]。
- 同年8月25日、発会式を衆議院の議場で行う。
- 同年9月4日、常任理事、委員長、部長連絡会議案内[5]。
- 同年9月15日、連盟予算に関する懇談会案内[5]。
- 同年11月3日、新日本建設国民運動、憲法普及会等とともに、「平和祭」を実施。
- 同年11月19日、参議院予算委員会第一分科会で連盟補助に要する経費2600万円を総理庁官房に追加計上。
- 1948年4月、社団法人定款。標語公募計画案[5]。
- 同年5月3日、新憲法施行1周年記念祝典を開催。
- 同年5月5日、午後1時、赤坂離宮で映画の表彰式。民主主義の精神とルール示した教育映画『こども議会』（丸山章治監督、東宝教育映画部、1947年）に民主政治教育連盟賞を授与[6]。